# أوسكار إتش دودسون
أوسكار إتش دودسون (بالإنجليزية: Oscar H. Dodson)‏ هو جمع العملات وضابط أمريكي، ولد في 1905 في هيوستن في الولايات المتحدة، وتوفي في 1996.